# Constantin Moraru
Constantin Moraru (19 iunie 1926 — 8 martie 2015) a fost un specialist în domeniul fiziologiei, biochimiei, geneticii și ameliorării plantelor, care a fost ales ca membru corespondent al Academiei de Științe a Moldovei.
Membrul corespondent Constantin Moraru s-a născut la 19 iunie 1926 în satul Chiuit, județul Edineț într-o familie de țărani. În anul 1949 a absolvit cu mențiune Institutul Agricol din Chișinău, timp după care a activat în aceiași instituție până în 1958 în calitate de asistent, apoi conferențiar universitar. Concomitent cu activitatea didactică, pe parcursul acelor ani a reușit să acumuleze un vast material experimental în domeniul biologiei formogenezei culturilor de câmp, ce a servit ca bază pentru teza de doctorat în agricultură susținută cu succes în anul 1954. Rezultatele științifice, înalt apreciate de comunitatea științifică, calitățile manageriale au avut un rol decisiv pentru adoptarea hotărârii conducerii republicii referitoare la numirea sa în 1958 în funcția de director al Institutului de Cercetări Științifice pentru Culturile de Câmp. Grație aptitudinilor organizatorice, institutul condus de Constantin Moraru în scurt timp a devenit un centru științific recunoscut în domeniul ameliorării culturilor de câmp nu numai în republică, dar și peste hotare.
Activitatea fructuoasă în cercetare, performanțele manageriale au servit reper pentru a fi numit la vârsta de numai 35 ani în funcția de Ministru al Agriculturii Republicii Moldova (1961-1962). Erudiția vastă în domeniile agriculturii și biologiei i-a permis să se realizeze ulterior și ca director al Institutului de Pedologie și Agrochimie „N. Dimo” (1963-1967) și a Institutului de Fiziologie și Biochimie a Plantelor al AȘM (1970-1978). În acea perioadă elaborează teza de doctor habilitat pe care o susține cu succes în 1972. Timp de cca 50 ani și-a desfășurat activitatea științifică și științifico-organizatorică în cadrul Academiei de Științe a Moldovei ca cercetător științific superior (1962-2963, 1967-1970) și șef de laborator (1962 - 2011).
Constantin Moraru a fost unul din fondatorii Academiei de Științe a Moldovei. Profesorul Constatntin Moraru s-a expus printr-o activitate științifică amplă, contribuind la fondarea unei noi direcții științifice, ce rezidă în reglarea formogenezei plantelor prin acțiunea radiației solare de înaltă altitudine în alternanță cu întunericul. Realizând multiple experiențe complexe care modelau acțiunea radiației spectrului solar cu diferit raport dintre energia sumară a radiației albastre, violete și ultraviolete și energia razelor roșii a stabilit că radiația solară, caracteristică zonei latitudinii de 22°, ce corespunde condițiilor muntoase și pre-muntoase, este factorul principal ce induce mutații și recombinații la plante. Aceste rezultate au stat la baza noțiunii conceptuale despre formogeneza ereditară, conform căreia procesele formogenezei pot fi dirijate prin acțiunea radiației solare de înaltă altitudine în alternanță cu întunericul. In corespundere cu acest asamblu de idei au fost cre¬ate noi forme de grâu comun cu calități valoroase precum rezistență la ger și secetă. Formele obținute pot fi utilizate în procesul de ameliorare în vederea creării de noi soiuri productive, cu o calitate înaltă a boabelor, rezistență la secetă, asigurând astfel securitatea alimentară a populației și a economiei naționale.
O altă problemă, asupra căreia și-a focusat activitatea membrul corespondent C. Moraru se referă la elucidarea mecanismelor rezistenței plantelor la factorii abiotici nefavorabili - ger, secetă, arșiță în scopul elaborării căilor de sporire a recoltelor în condițiile caracteristice climei republicii. Ideile elaborate privitor dependența nivelului de rezistență a plantelor către factorii stresogeni de cantitatea histonei H1 în organele plantelor au fost confirmat experi¬mental și înalt apreciat de specialiștii din domeniu. Recunoașterea acestor rezultate este documentată prin nominalizarea membrului corespondent al AȘM, Constantin Moraru, ca „Savant al anului”, 2002, pentru contribuția în dezvoltarea Fiziologiei plantelor, cu oferirea de către Centrul Internațional Biografic, Cambridge, Anglia, a Certificatului de onoare și a Medaliei de aur. Sub îndrumarea membrului corespondent C. Moraru au fost elaborate și susținute 3 teze de doctorat.
Pentru activitate prodigioasă, merite deosebite în cercetare, membrului corespondent Constantin Moraru i s-a conferit medalia „Pentru rezultate deosebite în muncă” , ordinal „Gloria Muncii” (1996), medalia “Dimitrie Cantemir” (2011).
Constantin Moraru s-a evidențiat prin particularitățile sale omenești. Și-a consacrat viața organizării cercetării și s-a aflat printre mohicanii științei autohtone. Va rămâne un om de omenie, simplu, mărinimos, gata să vină în ajutor în fiecare clipă.